# Liste der Brücken über die Sense
Die Liste der Brücken über die Sense enthält die Brücken der beiden Quellflüsse sowie die Sense-Übergänge von ihrem Ursprung beim Weiler Zollhaus bis zur Mündung bei Laupen in die Saane.

## Brückenliste
44 Übergänge überspannen den Fluss: 32 Strassen- und Feldwegbrücken, 9 Fussgänger- und Velobrücken, zwei Eisenbahnbrücken und eine Rohrträgerbrücke.

### Kalte Sense
13 Übergänge überspannen den rechten Quellfluss, der dem Gantrischseeli entspringt.
| Bild | Name                                    | Ort                       | Lage | Funktion                                                                                                 | Konstruktion    | Material         | Länge in m | Höhe m ü. M. | Bemerkungen |
| ---- | --------------------------------------- | ------------------------- | ---- | --- | --------------- | ---------------- | ---------- | ------------ | --- |
|      | Unbenannter Steg (über Gantrischsense)  | Sangernboden              |      | Fussgängerbrücke                                                                                         | Balkenbrücke    | Beton Holz Stahl | 4          | 1579         | Wanderweg |
|      | Unbenannte Brücke (über Gantrischsense) | Sangernboden              |      | Strassenbrücke (zweispurig)                                                                              | Balkenbrücke    | Beton            | 12         | 1561         | |
|      | Unbenannter Steg (über Gantrischsense)  | Sangernboden              |      | Fussgängerbrücke                                                                                         | Balkenbrücke    | Beton Stahl      | 5          | 1505         | Wanderweg |
|      | Birelochbrücke (über Gantrischsense)    | Sangernboden              |      | Strassenbrücke (zweispurig) mit Trottoir 1206                                                            | Bogenbrücke     | Beton            | 100        | 1410         | Gebaut 1996 Höchstgeschwindigkeit 80 km/h PostAuto-Buslinie 323 (Gurnigel-Linie, Schwarzenburg–Thurnen) |
|      | Unbenannte Brücke (über Gantrischsense) | Sangernboden              |      | Feldwegbrücke                                                                                            | Balkenbrücke    | Holz             | 10         | 1310         | Allgemeines Fahrverbot: Zubringerdienst gestattet Wanderweg |
|      | Unbenannte Brücke (über Gantrischsense) | Sangernboden              |      | Feldwegbrücke                                                                                            | Balkenbrücke    | Holz Stahl       | 14         | 1145         | Die Brücke befindet sich im national geschützten Auengebiet Rotenbach. |
|      | Unbenannte Brücke                       | Sangernboden              |      | Feldwegbrücke                                                                                            | Balkenbrücke    | Holz Stahl       | 15         | 1110         | Die Brücke befindet sich im national geschützten Auengebiet Rotenbach. |
|      | Alte‑Steinbachbrücke                    | Sangernboden              |      | Strassenbrücke (ehemalig), dient seit dem Bau einer nebenstehenden Betonbrücke 1981 nur noch Fussgängern | Gedeckte Brücke | Holz             | 27         | 1032         | Gedeckte Holzbrücke, gebaut 1892/93, zerlegt und mit verschiedenen Verstärkungen wieder aufgebaut 1933. Das Bauwerk ist ein geschütztes Kulturobjekt. Die Brücke befindet sich im national geschützten Auengebiet Kalte Sense. |
|      | Steinbachbrücke                         | Sangernboden              |      | Strassenbrücke (zweispurig) 1206                                                                         | Balkenbrücke    | Beton            | 28         | 1032         | Gebaut 1981 Höchstgeschwindigkeit 80 km/h PostAuto-Buslinie 323 (Gurnigel-Linie, Schwarzenburg–Thurnen) Die Brücke befindet sich im national geschützten Auengebiet Kalte Sense. |
|      | Schwandboden-Brücke                     | Sangernboden              |      | Strassenbrücke (zweispurig) mit Trottoir                                                                 | Balkenbrücke    | Beton Stahl      | 26         | 978          | Höchstgeschwindigkeit 80 km/h Höchstgewicht 32 t Wanderweg Die Brücke befindet sich im national geschützten Auengebiet Kalte Sense. |
|      | Hoflanderebrücke                        | Schwarzsee – Sangernboden |      | Strassenbrücke (einspurig) 1206                                                                          | Balkenbrücke    | Beton            | 54         | 920          | Gebaut 1998 Vortritt vor dem Gegenverkehr (Fahrtrichtung Zollhaus) Dem Gegenverkehr Vortritt lassen (Fahrtrichtung Sangernboden) Höchstgeschwindigkeit 80 km/h PostAuto-Buslinie 323 (Gurnigel-Linie, Schwarzenburg–Thurnen) Interkantonale Brücke (Kantonsgrenze Freiburg – Bern) Die Brücke befindet sich im national geschützten Auengebiet Kalte Sense. |
|      | Rohrträgerbrücke                        | Zollhaus – Sangernboden   |      | Rohrleitungsbrücke                                                                                       | Hängebrücke     | Stahl            | 30         | 871          | Interkantonale Brücke (Kantonsgrenze Freiburg – Bern) |
|      | Unbenannte Brücke                       | Zollhaus – Sangernboden   |      | Strassenbrücke (zweispurig) mit Rohrleitung an der Brückenseite                                          | Balkenbrücke    | Beton            | 30         | 871          | Höchstgewicht 32 t Mountainbike-Route 2 Panorama Bike (Etappe 11 Thun–Schwarzsee) Wanderland-Route 3 Alpenpanorama-Weg (Etappe 19 Guggisberg–Schwarzsee) und Route 379 Gantrisch Panoramaweg (Plaffeien (Zollhaus)–Gurnigelbad) Interkantonale Brücke (Kantonsgrenze Freiburg – Bern)                                                                       |

### Warme Sense
15 Übergänge überspannen den linken Quellfluss, der dem Schwarzsee entspringt.
| Bild | Name                               | Ort        | Lage | Funktion                                                         | Konstruktion | Material         | Länge in m | Höhe m ü. M. | Bemerkungen |
| ---- | ---------------------------------- | ---------- | ---- | ---------------------------------------------------------------- | ------------ | ---------------- | ---------- | ------------ | --- |
|      | Gypserabrücke                      | Schwarzsee |      | Strassenbrücke (zweispurig) mit Trottoirs 177 3000               | Balkenbrücke | Beton            | 11         | 1046         | Gebaut 1964, saniert 1991 Höchstgeschwindigkeit 50 km/h Wanderland-Route 3 Alpenpanorama-Weg (Etappe 19 Guggisberg–Schwarzsee), Route 78 Freiburger Voralpenweg (Etappe 2 Plaffeien–Schwarzsee) und Route 282 Schwarzsee Rundweg (Schwarzsee–Schwarzsee) Winterwandern Seerundweg Schwarzsee (Schwarzsee, Gypsera–Seeweid–Schwarzsee, Gypsera) TPF-Buslinie 123 (Schwarzsee–Plaffeien–Tafers–Fribourg) |
|      | Burstera-Brücke                    | Schwarzsee |      | Strassenbrücke (einspurig)                                       | Balkenbrücke | Beton            | 10         | 1030         | Höchstgeschwindigkeit 30 km/h |
|      | Unbenannter Steg                   | Schwarzsee |      | Fussgänger- und Velobrücke                                       | Balkenbrücke | Beton Holz Stahl | 14         | 1028         | Mountainbike-Route 2 Panorama Bike (Etappe 11 Thun–Schwarzsee) Wanderland-Route 3 Alpenpanorama-Weg (Etappe 19 Guggisberg–Schwarzsee), Route 78 Freiburger Voralpenweg (Etappe 2 Plaffeien–Schwarzsee) und Route 274 Auf dem Rücken des Schwyberg (Schwarzsee–Schwyberg–Schwarzsee) Winterwandern Gypsera-Eispaläste-Weg (Schwarzsee, Gypsera–Chretza–Eispaläste) |
|      | Chretza-Brücke                     | Schwarzsee |      | Strassenbrücke (einspurig) mit Rohrleitungen an der Brückenseite | Balkenbrücke | Beton            | 12         | 1025         | Allgemeines Fahrverbot Mountainbike-Route 2 Panorama Bike (Etappe 11 Thun–Schwarzsee) Wanderland-Route 3 Alpenpanorama-Weg (Etappe 19 Guggisberg–Schwarzsee), Route 78 Freiburger Voralpenweg (Etappe 2 Plaffeien–Schwarzsee) und Route 274 Auf dem Rücken des Schwyberg (Schwarzsee–Schwyberg–Schwarzsee) Winterwandern Gypsera-Eispaläste-Weg (Schwarzsee, Gypsera–Chretza–Eispaläste) |
|      | Unbenannter Steg                   | Schwarzsee |      | Fussgängerbrücke                                                 | Balkenbrücke | Stahl            | 10         | 1018         | Hinweisschild «Betreten auf eigenes Risiko» |
|      | Unbenannte Brücke                  | Schwarzsee |      | Feldwegbrücke mit Rohrleitungen an den Brückenseiten             | Balkenbrücke | Beton            | 8          | 1015         | |
|      | Unbenannte Brücke                  | Schwarzsee |      | Feldwegbrücke                                                    | Balkenbrücke | Holz Stahl       | 16         | 1012         | Mountainbike-Route 2 Panorama Bike (Etappe 11 Thun–Schwarzsee) Wanderland-Route 3 Alpenpanorama-Weg (Etappe 19 Guggisberg–Schwarzsee), Route 78 Freiburger Voralpenweg (Etappe 2 Plaffeien–Schwarzsee) und Route 274 Auf dem Rücken des Schwyberg (Schwarzsee–Schwyberg–Schwarzsee) Winterwandern Gypsera-Eispaläste-Weg (Schwarzsee, Gypsera–Chretza–Eispaläste) |
|      | Under‑Lägerli-Brücke               | Schwarzsee |      | Feldwegbrücke                                                    | Balkenbrücke | Beton Stein      | 10         | 1008         | Höchstgewicht 3,5 t |
|      | Unbenannter Steg                   | Schwarzsee |      | Fussgängerbrücke                                                 | Balkenbrücke | Holz Stahl       | 12         | 1007         | Gebaut 1978 |
|      | Lägerli-Brücke (Schwarzseestrasse) | Schwarzsee |      | Strassenbrücke (zweispurig) mit Trottoirs 177 3000               | Balkenbrücke | Beton            | 21         | 1006         | Gebaut 1965, saniert 1989, ersetzte eine Steinquaderbrücke von 1905. Höchstgeschwindigkeit 80 km/h Mountainbike-Route 2 Panorama Bike (Etappe 11 Thun–Schwarzsee) Wanderland-Route 3 Alpenpanorama-Weg (Etappe 19 Guggisberg–Schwarzsee), Route 78 Freiburger Voralpenweg (Etappe 2 Plaffeien–Schwarzsee) und Route 274 Auf dem Rücken des Schwyberg (Schwarzsee–Schwyberg–Schwarzsee) Winterwandern Gypsera-Eispaläste-Weg (Schwarzsee, Gypsera–Chretza–Eispaläste) TPF-Buslinie 123 (Schwarzsee–Plaffeien–Tafers–Fribourg) |
|      | Vorder‑Tromooserli-Brücke          | Schwarzsee |      | Strassenbrücke (einspurig)                                       | Balkenbrücke | Holz Stahl       | 12         | 984          | |
|      | Unbenannte Brücke                  | Schwarzsee |      | Feldwegbrücke                                                    | Balkenbrücke | Holz Stahl       | 14         | 958          | |
|      | Geissalpbrücke (Schwarzseestrasse) | Schwarzsee |      | Strassenbrücke (zweispurig) mit Trottoirs 177 3000               | Balkenbrücke | Beton            | 65         | 935          | Gebaut 1974 Schleudergefahr Höchstgeschwindigkeit 80 km/h TPF-Buslinie 123 (Schwarzsee–Plaffeien–Tafers–Fribourg) |
|      | Alte‑Geissalpbrücke                | Schwarzsee |      | Strassenbrücke (einspurig)                                       | Bogenbrücke  | Stein            | 16         | 935          | Gebaut 1826, renoviert 1905 Das Bauwerk ist ein geschütztes Kulturobjekt. Einbahnstrasse (Fahrtrichtung Weidli) Einfahrt verboten (Fahrtrichtung Hauptstrasse) Mountainbike-Route 2 Panorama Bike (Etappe 11 Thun–Schwarzsee) Wanderland-Route 3 Alpenpanorama-Weg (Etappe 19 Guggisberg–Schwarzsee) und Route 78 Freiburger Voralpenweg (Etappe 2 Plaffeien–Schwarzsee) |
|      | Zollhausbrücke                     | Zollhaus   |      | Strassenbrücke (zweispurig) mit Trottoirs 177 3000               | Bogenbrücke  | Beton Holz       | 25         | 872          | Gebaut 1998, eröffnet 1999, ersetzte Langbrücke von den 1910er Jahren. Höchstgeschwindigkeit 80 km/h Wanderland-Route 78 Freiburger Voralpenweg (Etappe 2 Plaffeien–Schwarzsee) TPF-Buslinie 123 (Schwarzsee–Plaffeien–Tafers–Fribourg) PostAuto-Buslinie 323 (Gurnigel-Linie, Schwarzenburg–Thurnen) |

### Sense
16 Übergänge und eine temporäre Hilfsbrücke überspannen die Sense.
Das national geschützte Auengebiet Senseauen und das Amphibienlaichgebiet Sense- und Schwarzwassergraben erstrecken sich über 20 km von Zollhaus bis zur Riedernbrücke in Ueberstorf.
| Bild | Name                                | Ort                        | Lage | Funktion | Konstruktion    | Material    | Länge in m | Höhe m ü. M. | Bemerkungen |
| ---- | ----------------------------------- | -------------------------- | ---- | --- | --------------- | ----------- | ---------- | ------------ | --- |
|      | Guggersbachbrücke                   | Zumholz – Guggisberg       |      | Strassenbrücke (zweispurig, einspurig für Lastwagen) 1203 3120                                                         | Bogenbrücke     | Beton Stahl | 67         | 776          | Gebaut 1906, saniert 1985 Bis 1906 diente eine gedeckte Holzbrücke als Senseübergang. Vortritt vor dem Gegenverkehr (Lastwagen: Fahrtrichtung Guggisberg) Dem Gegenverkehr Vortritt lassen (Lastwagen: Fahrtrichtung Zumholz) Höchstgeschwindigkeit 80 km/h Veloland-Route 62 Sense–Glâne–Veveyse (Etappe 2 Schwarzenburg–Plaffeien) PostAuto-Buslinie 323 (Gurnigel-Linie, Schwarzenburg–Thurnen) Die 15 km lange Senseschlucht beginnt unterhalb der Brücke. Interkantonale Brücke (Kantonsgrenze Freiburg – Bern)                        |
|      | Alte‑Sodbachbrücke                  | Heitenried – Wahlern       |      | Strassenbrücke (ehemalig), dient seit dem Bau einer nebenstehenden Betonbrücke 1979 nur noch Fussgängern               | Gedeckte Brücke | Holz        | 46         | 653          | Gedeckte Holzbrücke, gebaut 1867, verstärkt 1941, renoviert 2007/2010. Das Bauwerk ist denkmalgeschützt. Die Stiftung Sodbachbrücke unterhält die Brücke. Für Aperos und kleine Feste kann die Brücke reserviert werden. Wanderland-Route 4 ViaJacobi (Etappe 13 Schwarzenburg–Fribourg) Interkantonale Brücke (Kantonsgrenze Freiburg – Bern) |
|      | Sodbachbrücke                       | Heitenried – Wahlern       |      | Strassenbrücke (zweispurig) mit Trottoir 183                                                                           | Balkenbrücke    | Beton       | 47         | 653          | Gebaut 1979 Höchstgeschwindigkeit 80 km/h Veloland-Route 4 Alpenpanorama-Route (Etappe 6 Thun–Fribourg) TPF-Buslinie 181 (Schwarzenburg–Heitenried–Fribourg) Interkantonale Brücke (Kantonsgrenze Freiburg – Bern) |
|      | Harrissteg (Grasburgsteg)           | Albligen                   |      | Fussgängerbrücke | Gedeckte Brücke | Holz        | 30         | 628          | Gedeckte Holzbrücke, gebaut 1987, ersetzte Eisensteg von 1810, der seit 1956 nicht mehr begehbar war. Wanderland-Route 381 Schwarzwasser-Sense-Schluchtenweg (Etappe 2 Schwarzenburg–Harrisstäg–Albligen–Schwarzwasserbrücke) |
|      | Ruchmühlebrücke                     | Albligen – Lanzenhäusern   |      | Strassenbrücke (zweispurig) 233.1                                                                                      | Gedeckte Brücke | Holz        | 40         | 616          | Gedeckte Holzbrücke, gebaut 1977, ersetzte «Hüslibrugg» von 1886. Eine erste gedeckte Brücke entstand 1825/26. Höchstgeschwindigkeit 80 km/h |
|      | Hängebrücke-Sense-Felsenhäuser      | Ueberstorf – Lanzenhäusern |      | Fussgängerbrücke | Hängebrücke     | Stahl       | 60         | 581          | Gebaut 2009, ersetzte baufälligen Übergang von 1936 Wanderland-Route 381 Schwarzwasser-Sense-Schluchtenweg (Etappe 2 Schwarzenburg–Harrisstäg–Albligen–Schwarzwasserbrücke) Die Schwarzwasserbrücken sind vom Steg gut sichtbar. Interkantonale Brücke (Kantonsgrenze Freiburg – Bern) |
|      | Riedernbrücke («Sappeurbrücke»)     | Ueberstorf – Thörishaus    |      | Strassenbrücke (einspurig)                                                                                             | Gedeckte Brücke | Holz        | 48         | 558          | Gedeckte Holzbrücke, gebaut 1951, saniert 1982/83, 1991 und 2005, ersetzte Jochbrücke von 1926. Unebene Fahrbahn Höchstgeschwindigkeit 80 km/h, Höchstgewicht 3,5 t, Höchsthöhe 3,2 m Veloland-Route 299 Herzschlaufe Sense (Laupen–Plaffeien–Laupen) Die hydrometrische Messstation Sense - Thörishaus, Sensematt (2179) vom Bundesamt für Umwelt (BAFU) befindet sich 160 m flussabwärts auf der rechten Flussseite. Interkantonale Brücke (Kantonsgrenze Freiburg – Bern)                                                                |
|      | SBB-Brücke                          | Flamatt – Thörishaus       |      | Eisenbahnbrücke (zweigleisig)                                                                                          | Bogenbrücke     | Stein       | 79         | 555          | Gebaut 1858–1860. Höchstgeschwindigkeit 110 km/h Bahnstrecke Lausanne–Bern Interkantonale Brücke (Kantonsgrenze Freiburg – Bern) |
|      | A12-Brücke                          | Flamatt – Thörishaus       |      | Autobahnbrücke (vierspurig)                                                                                            | Balkenbrücke    | Beton       | 100        | 554          | Eröffnet 1976 Höchstgeschwindigkeit 120 km/h Interkantonale Brücke (Kantonsgrenze Freiburg – Bern) |
|      | Thörishausbrücke («Steinigi Brügg») | Oberflamatt – Thörishaus   |      | Strassenbrücke (ehemalig), dient seit dem Bau flussabwärts einer Betonbrücke 1972 nur noch Fussgängern und Velofahrern | Bogenbrücke     | Stein       | 68         | 540          | Gebaut 1852–1854, in Betrieb genommen 1858, verstärkt 1936, saniert 2019–2022 Die Steinige Brücke ist ein geschütztes Kulturobjekt. Steinpoller dienen als Durchfahrtssperre. Wanderwege unterqueren das Bauwerk auf beiden Flussseiten. Interkantonale Brücke (Kantonsgrenze Freiburg – Bern) |
|      | Sensebrücke‑Thörishaus              | Oberflamatt – Neuenegg     |      | Strassenbrücke (zweispurig) mit Velostreifen und Trottoirs                                                             | Balkenbrücke    | Beton       | 65         | 539          | Gebaut 1972, saniert 1989 Höchstgeschwindigkeit 60 km/h Interkantonale Brücke (Kantonsgrenze Freiburg – Bern) |
|      | Flamatt‑Sportplatz-Steg             | Flamatt – Neuenegg         |      | Fussgänger- und Velobrücke                                                                                             | Balkenbrücke    | Beton       | 80         | 532          | Gebaut 1961 Wanderweg Interkantonale Brücke (Kantonsgrenze Freiburg – Bern) |
|      | Sensetalbahn-Brücke                 | Flamatt – Neuenegg         |      | Eisenbahnbrücke (eingleisig)                                                                                           | Balkenbrücke    | Beton       | 90         | 529          | Gebaut 1964/65, ersetzte Brücke von 1902 Höchstgeschwindigkeit 60 km/h Bahnstrecke Flamatt–Laupen–Gümmenen Interkantonale Brücke (Kantonsgrenze Freiburg – Bern) |
|      | Sensebrücke‑Neuenegg                | Sensebrücke – Neuenegg     |      | Strassenbrücke (zweispurig) mit Trottoirs 233.1                                                                        | Balkenbrücke    | Beton       | 92         | 527          | Gebaut 1968/69, instand gesetzt 2000, ersetzte Stahlfachwerkbrücke von 1893 Höchstgeschwindigkeit 50 km/h Wanderweg Interkantonale Brücke (Kantonsgrenze Freiburg – Bern) |
|      | Sensebrücke‑Laupen                  | Laupen                     |      | Strassenbrücke (zweispurig) mit Trottoirs 179                                                                          | Balkenbrücke    | Beton       | 47         | 490          | Gebaut 1908, umgebaut, verstärkt und verbreitert 1978 Die Brücke ist sanierungsbedürftig und wird ersetzt. Seit dem 3. September 2024 ist die Brücke für den motorisierten Verkehr gesperrt (für Velos und Fussverkehr weiterhin geöffnet). Die Brücke wird im August/September 2025 abgebrochen und bis Juli 2027 neu erstellt. Höchstgeschwindigkeit 50 km/h Veloland-Route 34 Alter Bernerweg (Etappe 1 Estavayer-le-Lac–Laupen), Route 99 Herzroute (Etappe 2 Romont–Laupen) und Route 299 Herzschlaufe Sense (Laupen–Plaffeien–Laupen) |
|      | Unbenannte Brücke                   | Laupen                     |      | Fussgänger- und Velobrücke                                                                                             | Fachwerkbrücke  | Stahl       | 40         | 488          | Wanderland-Route 2 Trans Swiss Trail (Etappe 8 Murten–Laupen) |
|      | Bauumfahrung West-Hilfsbrücke       | Laupen                     |      | Strassenbrücke (zweispurig)                                                                                            | Balkenbrücke    | Beton       | 35         | 487          | Die temporäre Brücke wurde am 2. September 2024 dem Betrieb übergeben. Die Bauumfahrung West ist während drei Jahren in Betrieb und wird im August/September 2027 zurückgebaut, wenn die neue Sensebrücke eröffnet ist. Höchstgeschwindigkeit 30 km/h PostAuto-Buslinie 121 (Laupen–Düdingen) |